# Phylidorea (Phylidorea) kuwayamai
Phylidorea (Phylidorea) kuwayamai is een tweevleugelige uit de familie steltmuggen (Limoniidae). De soort komt voor in het Palearctisch gebied.